# Sprengstofffabrik Fasan
Die Sprengstofffabrik Fasan war ein Rüstungsbetrieb der Dynamit AG in Bobingen (Schwaben). Die Anlage wurde Ende der 1930er Jahre zur Herstellung des Sprengstoffs Hexogen errichtet. Gegen Ende des Zweiten Weltkriegs war das Werk für einen Großteil der Sprengstoffproduktion der Wehrmacht verantwortlich.

## Anlage

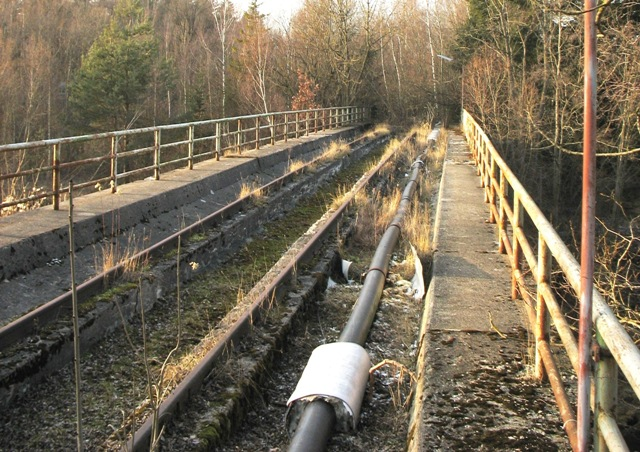
Gleisverbindung zw. Werk I + II über die Wertach

Unter Leitung der Münchener Baufirma Muy und Pitroff begann im Dezember 1938 in einem Waldgebiet südwestlich des Stadtgebietes von Bobingen am rechten Ufer der Wertach die Errichtung des Stammwerkes Fasan I. Bereits 1939 wurde die Anlage westlich der Wertach um das Werk Fasan II erweitert.
Der Aufwand, den die Wehrmacht für den Bau der Fabriken betrieb, war beträchtlich: zeitweise waren 3.000 Arbeiter im Einsatz. Nach Kriegsende wurden die Baukosten auf über 21 Millionen DM geschätzt.
Die Sprengstofffabrik wurde über einen Gleisanschluss an den Bahnhof Bobingen der Deutschen Reichsbahn angebunden. Eine Dampfspeicherlokomotive führte den Güterverkehr auf dem Gleisanschluss durch.

## Produktion
Das in Bobingen eingesetzte KA-Salz-Verfahren galt als eines der modernsten zur Herstellung von Hexogen. Bis 1944/45 erhöhte sich mit Hilfe dieses Verfahrens die Produktion von anfänglich 31 Tonnen pro Jahr auf bis zu 300 Tonnen pro Monat.
Um diesen Ausstoß zu erreichen, waren gegen Ende des Krieges über 400 Personen in dem Werk angestellt. Achtete man anfänglich aus Geheimhaltungsgründen sorgfältig auf die Anstellung deutscher Arbeiter, wurden, um den Bedarf an Arbeitskräften zu decken, ab Mai 1942 auch russische Zwangsarbeiter nach Bobingen gebracht. Für diese Arbeiter wurden am linken Wertachufer mehrere Barackensiedlungen errichtet.

## Unfälle und Luftangriffe
Die Produktionsstätten der beiden Werke wurden weitläufig über das Werksgelände verstreut. Zum einen sollte so verhindert werden, dass bei Unfällen Explosionen große Teile der Produktion zerstörten. Zum anderen war die Anlage dadurch für die feindliche Luftaufklärung schwerer auszumachen.
Tatsächlich ereigneten sich aber nur zwei größere Unfälle. Im Dezember 1942 lösten Schweißarbeiten eine Explosion aus, bei der zwei Arbeiter ums Leben kamen. Eine zweite Explosion im Februar 1943 kostete ebenfalls zwei Arbeitern das Leben und legte die Produktion für drei Monate lahm.
Erstmals fielen in der Nacht vom 3. zum 4. Juni 1943 Bomben auf Bobingen. Ziel war vermutlich aber nicht die Sprengstofffabrik, sondern der benachbarte Militärflugplatz Lechfeld. Erst ein zweiter Fliegerangriff am 16. März 1944 richtete in dem Werk und dem benachbarten Ort Wehringen schwerere Schäden an.

## Einnahme durch die Amerikaner
Das Ende der Sprengstofffabrikation kam am 28. April 1945 mit dem Einmarsch der US-Armee in Bobingen. Die beiden Werke wurden zunächst zur Plünderung freigegeben und schließlich im Juli 1945 von der US-Armee besetzt.

## Nachnutzung
Im September 1945 wurde im zivilen Teil des Werkes die Produktion von Kunstseide aufgenommen. Nach der Entflechtung des I.G.-Farben-Konzerns wurde das Werksgelände im Mai 1952 an die Farbwerke Hoechst übertragen.